# خوان ديفيد كابيزاس
خوان ديفيد كابيزاس (بالإسبانية: Juan David Cabezas)‏ هو لاعب كرة قدم كولومبي في مركز الوسط، ولد في 27 فبراير 1991 في مدينة كالي في كولومبيا.

## وصلات خارجية
- خوان ديفيد كابيزاس على موقع الدوري الأمريكي (الإنجليزية)
- خوان ديفيد كابيزاس على موقع قاعدة بيانات كرة القدم.إي يو (الإنجليزية)
- خوان ديفيد كابيزاس على موقع Soccerway.com (الإنجليزية)
- خوان ديفيد كابيزاس على موقع عالم كرة القدم.نت (الإنجليزية)
- خوان ديفيد كابيزاس على موقع AS.com (الإسبانية)